# Osteon
Osteonul este unitatea fundamentală a țesutului osos compact, fiind o structură aproximativ cilindrică, cu un diametru între 0,25 mm și 0,35 mm. Lungimea sa este variabilă, și poate fi de la câțiva milimetri până la un centimetru. Osteonii sunt prezenți în structura multor oase, la majoritatea mamiferelor și la unele păsări, reptile și amfibieni.